# All-Ireland Senior Football Championship 1911
L'All-Ireland Senior Football Championship 1911 fu l'edizione numero 25 del principale torneo di calcio gaelico irlandese. Cork batté in finale Antrim ottenendo il secondo trionfo della sua storia.

## All-Ireland Series

### Semifinali
| Portlaoise 3 dicembre 1911 | Cork | 3-04 – 0-02 | Galway |  |

| Dublino 10 dicembre 1911 | Antrim | 3-01 – 1-01 | Kilkenny | Jones'Road |

### Finale
| Dublino 14 gennaio 1912 | Cork | 6-06 – 1-02 | Antrim | Jones' Road (17000 spett.) |